# Тихомир Ђуричић
Тихомир Ђуричић (21. април 1959) је српски политичар. Био је у Народној скупштини Републике Србије (2004–2007) и Скупштини Војводине (2004–2008), као и градоначелник општине Кула (2004–2006). Ђуричић је члан Српске радикалне странке (СРС).

## Младост и приватна каријера
Ђуричић је рођен у Оџацима, САП Војводина, у тадашњој СР Србији у ФНРЈ. Одрастао је у селу Липар у суседној општини Кула. После служења у ЈНА, почео је да ради у "Бачком путу" Нови Сад 1979. године. Ђуричић је постао приватни предузетник 1984. године и био је запослен у Родић МБ од 1992. до 2000.

## Политичар
Ђуричић је 1999. године постао председник одбора СРС у Кули. На парламентарним изборима 2000. појавио се на другом месту на партијској изборној листи за Сомборску јединицу; странка није освојила ниједно место у јединици. Био је и кандидат кулско-бачкотополске јединице на истовременим покрајинским изборима у Војводини 2000. и тамо је поражен.
Слободан Милошевић је поражен као председник Југославије на изборима 2000. године, преломном тренутку у српској и југословенској политици. Након његовог пораза у децембру 2000. расписани су нови парламентарни избори; пре гласања, изборни закони Србије су промењени тако да је цела држава рачунала као јединствен изборни округ и сви посланички мандати су додељени кандидатима по дискреционој дискрецији странака и коалиција покровитеља, без обзира на њихов бројчани ред на изборним листама. Ђуричић је добио осамдесет другу позицију на листи Радикалне странке; листа је освојила двадесет три мандата, а он није добио мандат.

### Народни посланик, покрајински представник и градоначелник
Ђуричић је на парламентарним изборима у 2003. освојио 106. место на листи Радикалне странке. Листа је освојила осамдесет два места, а он у почетку није био у скупштинској делегацији своје странке. Он је, међутим, добио мандат 17. фебруара 2004. године као замена за другог члана странке. Иако су радикали освојили више посланичких места од било које друге странке на парламентарним изборима 2003. године, нису успели да постигну већину и на крају су били у опозицији. Ђуричић је у парламенту био члан одбора за саобраћај и везе.
Србија је увела директан избор градоначелника на локалним изборима 2004, а Ђуричић је изабран за председника општине Кула, победивши у другом кругу Славишу Божовића из Демократске странке (ДС). Такође је изабран у Скупштину Војводине на истовременим покрајинским изборима 2004, освојивши прерасподелу мандата у изборној јединици Кула. ДС и њени савезници победили су на покрајинским изборима, а радикали су били у опозицији.
Општинска власт у Кули показала се нестабилном после избора 2004. године, а у мају 2006. Ђуричић је поражен на изборима за опозив. После тога је изгубио на допунским изборима за избор новог градоначелника, пао је од кандидата ДС Светозара Буквића у другом кругу. Током предизборне кампање, Ђуричић је осуђен за крађу струје у породичној кући и осуђен на три месеца затвора условно на годину дана.
Ђуричић је био уврштен на изборне листе Радикалне странке за парламентарне изборе 2007. и 2008, иако ни једном приликом није добио мандат. Поражен је и у кандидатури за поновне изборе у изборној јединици Кула на покрајинским изборима у Војводини 2008, поново изгубивши од Буквића у другом кругу гласања.
Директан избор градоначелника показао се као краткотрајан експеримент; са локалним изборима 2008. Србија се вратила систему да градоначелнике бирају изабрани чланови градских и општинских скупштина. ДС је тесно победила СРС на локалним изборима 2008. у Кули; Ђуричић је поново биран у скупштину и био је у опозицији.
Радикална странка је доживела озбиљан раскол касније 2008. године, када се неколико чланова придружило Српској напредној странци (СНС) под вођством Томислава Николића и Александра Вучића. Ђуричић је остао уз радикале.
Светозар Буквић је крајем 2011. поднео оставку на место градоначелника Куле, а Влада Србије је именовала привремену управу са представницима различитих странака до нових избора. Ђуричић је био представник СРС.

### Од 2011
Изборни закони Србије реформисани су 2011. године, тако да су мандати додељени нумеричким редоследом на свим изборима одржаним по пропорционалној заступљености. Ђуричићу је додељено 161. место на листи Радикалне странке за парламентарне изборе 2012; ово је била сувише ниска позиција да би избори били реални изгледи, а у сваком случају странка је пала испод изборног цензуса за заступљеност у скупштини. Такође се поново кандидовао за место у изборној јединици Кула на покрајинским изборима 2012. и завршио на шестом месту против Јована Јанића из ДС-а. Поново је изабран у Скупштину општине Кула на локалним изборима 2012. пошто су радикали пали на само два од тридесет седам мандата.
Војводина је прешла на систем пуне пропорционалне заступљености за покрајинске изборе 2016. Ђуричић је добио двадесет осмо место на листи Радикалне странке и није изабран када је листа освојила десет мандата. Он је такође предводио листу СРС на истовременим локалним изборима 2016. године и поново је изабран када је странка поново освојила два мандата у Скупштини општине Кула. СНС је однела тесну већину на изборима у Кули; Ђуричић је након гласања именован за помоћника новог градоначелника Перице Видекањића за привреду, пољопривреду и инфраструктуру. Због тога што је обављао своју функцију, од њега се захтевало да поднесе оставку на место у скупштини.
Локална организација СНС у Кули се после 2016. поделила на фракције, а Видекањић је у мају 2018. поднео оставку на место председника општине. Касније те године одржани су нови локални избори, а Ђуричић је поново предводио листу СРС. Странка је пала испод цензуса за скупштинску заступљеност.
Ђуричић се на покрајинским изборима у Војводини 2020. појавио на деветнаестом месту листе СРС. Листа је освојила четири мандата и он поново није изабран.

## Изборни рекорд

### Покрајински (Војводина)
| Кандидат                | Странка или коалиција                                                        | Гласови | %     |  | Гласови | %     |
| ----------------------- | ---------------------------------------------------------------------------- | ------- | ----- |  | ------- | ----- |
| Јован Јанић             | Избор за бољи живот (ДС)                                                     | 4,688   | 21.38 |  | 10,017  | 56.28 |
| Перо Ергарац            | Војводина не сме да стане (СНС, НС, Покрет социјалиста, Покрет снага Србије) | 3,358   | 15.31 |  | 7,780   | 43.72 |
| Александар Зракић       | СПС–ПУПС–Јединствена Србија–Социјалдемократска партија Србије                | 3,024   | 13.79 |  |         |       |
| Радослав Смиљанић       | ДСС                                                                          | 2,300   | 10.49 |  |         |       |
| Александар Арваји       | Уједињени региони Србије                                                     | 2,049   | 9.34  |  |         |       |
| Тихомир Ђуричић         | СРС                                                                          | 1,653   | 7.54  |  |         |       |
| Олена Папуга            | Лига социјалдемократа Војводине–Ненад Чанак                                  | 1,619   | 7.38  |  |         |       |
| Владимир Николић        | Двери                                                                        | 1,251   | 5.70  |  |         |       |
| Карољ Валка             | Савез војвођанских Мађара                                                    | 1,178   | 5.37  |  |         |       |
| Мирјана Обрадов         | Преокрет                                                                     | 809     | 3.69  |  |         |       |
| Укупно валидних гласова |                                                                              | 21,929  | 100   |  | 17,797  | 100   |

| Кандидат                  | Странка или коалиција                           | Гласови | %     |  | Гласови | %     |
| ------------------------- | ----------------------------------------------- | ------- | ----- |  | ------- | ----- |
| Светозар Буквић           | За европску Војводину: ДС–Г17 плус, Борис Тадић | 9,774   | 42.44 |  | 8,033   | 64.02 |
| Тихомир Ђуричић           | СРС                                             | 6,298   | 27.35 |  | 4,515   | 35.98 |
| Добрила Калезић-Пиндовић  | СПС–ПУПС                                        | 2,591   | 11.25 |  |         |       |
| Олена Папуга              | "Together for Vojvodina–Ненад Чанак"            | 1,378   | 5.98  |  |         |       |
| Карољ Валка               | Мађарска коалиција–Иштван Пастор                | 1,138   | 4.94  |  |         |       |
| Тихомир Нићетин           | ЛДП                                             | 1,003   | 4.36  |  |         |       |
| Јозеф Солда               | ДСС–НС–Војислав Коштуница                       | 848     | 3.68  |  |         |       |
| Укупно валидних гласова   |                                                 | 23,030  | 100   |  | 12,548  | 100   |
| Неважећи гласачки листићи |                                                 | 958     |       |  | 244     |       |
| Укупно гласова            |                                                 | 23,988  | 62.75 |  | 12,792  | 33.46 |

| Кандидат                  | Странка или коалиција                          | Гласови | %     |  | Гласови | %     |
| ------------------------- | ---------------------------------------------- | ------- | ----- |  | ------- | ----- |
| Тихомир Ђуричић           | СРС–Томислав Николић                           | 2,931   | 24.41 |  | 5,799   | 57.92 |
| Момир Тихомировић         | ДС–Борис Тадић                                 | 1,560   | 12.99 |  | 4,213   | 42.08 |
| Жељко Таталовић           | ДСС–Војислав Коштуница                         | 1,422   | 11.84 |  |         |       |
| Жељко Двожак              | Коалиција: За Војводину                        | 1,316   | 10.96 |  |         |       |
| Смиљана Вукелић           | СПС                                            | 1,178   | 9.81  |  |         |       |
| Јован Боздоков            | СПО–Отпор Кула                                 | 911     | 7.59  |  |         |       |
| Меланија Дудаш            | Г17 плус                                       | 847     | 7.05  |  |         |       |
| Милорад Мишовић           | Група грађана: Сви за Сивац                    | 773     | 6.44  |  |         |       |
| Слободанка Ћовин          | Војвођанска зелена странка–Радоњић Херцен Кека | 594     | 4.95  |  |         |       |
| Иштван Наги               | НС                                             | 474     | 3.95  |  |         |       |
| Укупно валидних гласова   |                                                | 12,006  | 100   |  | 10,012  | 100   |
| Неважећи гласачки листићи |                                                | 657     |       |  | 434     |       |
| Укупно гласова            |                                                | 12,663  | 33.89 |  | 10,446  | 27.95 |

| Кандидат         | Странка или коалиција | Резултат |
| ---------------- | --------------------- | -------- |
| Петар Пејин      | ДОС                   | изабрани |
| Тихомир Ђуричић  | СРС                   |          |
| остали кандидати |                       |          |

### Локални (Кула)
| Кандидат               | Странка или коалиција                | Гласови      | %            |  | Гласови      | %     |
| ---------------------- | ------------------------------------ | ------------ | ------------ |  | ------------ | ----- |
| Светозар Буквић        | ДС                                   | није наведен | 38.46        |  | није наведен | 53.55 |
| Тихомир Ђуричић        | СРС                                  | није наведен | 32.78        |  | није наведен | 46.45 |
| Смиљана Вукелић        | СПС                                  | није наведен | није наведен |  | није наведен |       |
| Херцен Радоњић         | Странка Зелених                      | није наведен | није наведен |  | није наведен |       |
| Станко Студен          | Група грађана: Патриотски савез Куле | није наведен | није наведен |  | није наведен |       |
| Укупно важећих гласова |                                      | није наведен | 100          |  | није наведен | 100   |

| Кандидат              | Странка или коалиција                          | Гласови                  | %     |
| --------------------- | ---------------------------------------------- | ------------------------ | ----- |
| Тихомир Ђуричић       | СРС–Томислав Николић                           | 5,613                    | 55.10 |
| Славиша Божовић       | ДС–Борис Тадић                                 | 4,574                    | 44.90 |
| Светозар Буквић       | Група Грађана                                  | елиминисан у првом кругу |       |
| Ратко Милетић         | СПС                                            | елиминисан у првом кругу |       |
| Жељко Таталовић       | ДСС–Војислав Коштуница                         | елиминисан у првом кругу |       |
| Станко Зракић         | Група Грађана: Станко Зракић                   | елиминисан у првом кругу |       |
| Саша Максимовић       | СПО–Отпор Кула                                 | елиминисан у првом кругу |       |
| Херцен Радоњић - Кека | Војвођанска зелена странка–Херцен Радоњић Кека | елиминисан у првом кругу |       |
| Зоран Прекајац        | Г17 плус–Мирољуб Лабус                         | елиминисан у првом кругу |       |
| Бранислав Влаховић    | Покрет снага Србије–Богољуб Карић              | елиминисан у првом кругу |       |
| Марија Попин          | Либерали Србије                                | елиминисан у првом кругу |       |
| Милан Егић            | Група Грађана: Милан Егић                      | елиминисан у првом кругу |       |
| Укупно гласова        |                                                | 10,187                   | 100   |